# Saison 2021-2022 de l'Union Bordeaux Bègles
Cette page présente la saison 2021-2022 de l'Union Bordeaux Bègles en Top 14 et en coupe d'Europe.

## Entraîneurs
- Christophe Urios : manager général
- Frédéric Charrier : trois-quarts et attaque
- Julien Laïrle : avants et défense
- Jean-Baptiste Poux : mêlée
- Heini Adams : skills

## Effectif
| Nom                       | Poste            | Naissance         | Nationalité sportive | Sélections          | Dernier club          | Arrivée au club (année) |
| ------------------------- | ---------------- | ----------------- | -------------------- | ------------------- | --------------------- | ----------------------- |
| Vadim Cobîlaș             | Pilier           | 30 juillet 1983   | Moldavie             |                     | Sale Sharks           | 2016                    |
| Thierry Païva             | Pilier           | 19 novembre 1995  | France               | -                   | US Carcassonne        | 2017                    |
| Jefferson Poirot          | Pilier           | 1er novembre 1992 | France               |                     | CA Brive              | 2012                    |
| Lasha Tabidze             | Pilier           | 4 juillet 1997    | Géorgie              |                     | Formé au club         | 2017                    |
| Lekso Kaulashvili         | Pilier           | 27 août 1992      | Géorgie              | -                   | Stade rochelais       | 2018                    |
| Ben Tameifuna             | Pilier           | 30 novembre 1991  | Tonga                |                     | Racing 92             | 2020                    |
| Enzo Baggiani             | Pilier           | 12 juin 2000      | France               | -                   | Formé au club         | 2019                    |
| Clément Maynadier         | Talonneur        | 11 octobre 1988   | France               |                     | SC Albi               | 2013                    |
| Connor Sa                 | Talonneur        | 21 janvier 2002   | France               | -                   | Formé au club         | 2021                    |
| Maxime Lamothe            | Talonneur        | 3 octobre 1998    | France               | - 20 ans            | Aviron bayonnais      | 2020                    |
| Joseph Dweba              | Talonneur        | 25 octobre 1995   | Afrique du Sud       | -20 ans             | Cheetahs              | 2020                    |
| Clément Renaud            | Talonneur        | 3 janvier 2000    | France               | -                   | Formé au club         | 2019                    |
| Pablo Dimcheff            | Talonneur        | 1er juillet 1999  | Argentine            | -                   | Soyaux Angoulême XV   | 2021                    |
| Cyril Cazeaux             | Deuxième ligne   | 10 février 1995   | France               |                     | US Dax                | 2015                    |
| Jandré Marais             | Deuxième ligne   | 14 juin 1989      | Afrique du Sud       | -                   | Sharks                | 2013                    |
| Kane Douglas              | Deuxième ligne   | 1er juin 1989     | Australie            |                     | Queensland Reds       | 2018                    |
| Guido Petti               | Deuxième ligne   | 17 novembre 1994  | Argentine            |                     | Jaguares              | 2020                    |
| Alban Roussel             | Deuxième ligne   | 11 septembre 1998 | France               | -                   | USA Perpignan         | 2020                    |
| Thomas Jolmès             | Deuxième ligne   | 8 octobre 1995    | France               | -                   | RC Toulon             | 2021                    |
| Mahamadou Diaby           | Troisième ligne  | 15 août 1990      | France               | -                   | FC Grenoble           | 2017                    |
| Alexandre Roumat          | Troisième ligne  | 27 juin 1997      | France               | -                   | Biarritz olympique    | 2017                    |
| Cameron Woki              | Troisième ligne  | 7 novembre 1998   | France               |                     | RC Massy              | 2017                    |
| Ian Kitwanga              | Troisième ligne  | 21 février 1999   | République du Congo  | -                   | Western Province      | 2019                    |
| Jean-Baptiste Lachaise    | Troisième ligne  | 26 avril 2001     | France               | -                   | Formé au club         | 2019                    |
| Louis Picamoles           | Troisième ligne  | 5 février 1986    | France               |                     | Montpellier HR        | 2021                    |
| Bastien Vergnes-Taillefer | Troisième ligne  | 13 juin 1997      | France               |                     | Colomiers rugby       | 2021                    |
| Alban Roussel             | Troisième ligne  | 11 septembre 1998 | France               | - 20 ans            | USA Perpignan         | 2021                    |
| Jules Gimbert             | Demi de mêlée    | 2 mars 1998       | France               | -                   | Formé au Club         | 2017                    |
| Yann Lesgourgues          | Demi de mêlée    | 17 janvier 1991   | France               | -                   | Biarritz Olympique    | 2014                    |
| Maxime Lucu               | Demi de mêlée    | 12 janvier 1993   | France               | -                   | Biarritz olympique    | 2019                    |
| Matthieu Jalibert         | Demi d'ouverture | 6 novembre 1998   | France               |                     | Formé au Club         | 2017                    |
| François Trinh-Duc        | Demi d'ouverture | 11 novembre 1986  | France               |                     | Racing 92             | 2021                    |
| Mateo Garcia              | Demi d'ouverture | 8 juillet 2002    | France               | -                   | Aviron bayonnais      | 2021                    |
| Jean-Baptiste Dubié       | Centre           | 16 juillet 1989   | France               | -                   | Stade montois         | 2015                    |
| Ulupano Seuteni           | Centre           | 9 décembre 1993   | Samoa                |                     | Oyonnax rugby         | 2018                    |
| Rémi Lamerat              | Centre           | 14 janvier 1990   | France               |                     | ASM Clermont Auvergne | 2019                    |
| Pablo Uberti              | Centre           | 19 octobre 1997   | France               | -                   | FC Grenoble           | 2020                    |
| Yoram Moefana             | Centre           | 18 juillet 2000   | France               |                     | Colomiers rugby       | 2019                    |
| Federico Mori             | Centre           | 13 Octobre 2000   | Italie               | Drapeau de l'Italie | Zebre Rugby           | 2021                    |
| Geoffrey Cros             | Ailier           | 8 mars 1997       | France               | -                   | Tarbes PR             | 2016                    |
| Santiago Cordero          | Ailier           | 6 décembre 1993   | Argentine            |                     | Exeter Chiefs         | 2019                    |
| Nathanaël Hulleu          | Ailier           | 16 mai 2000       | France               | -20 ans             | FC Grenoble           | 2020                    |
| Ben Lam                   | Ailier           | 9 juin 1991       | Nouvelle-Zélande     | à 7                 | Hurricanes            | 2020                    |
| Louis Bielle-Biarrey      | Ailier           | 19 juin 2003      | France               | -20 ans             | FC Grenoble           | 2021                    |
| Nans Ducuing              | Arrière          | 6 novembre 1991   | France               |                     | USA Perpignan         | 2015                    |
| Romain Buros              | Arrière          | 31 juillet 1997   | France               | -                   | Section paloise       | 2018                    |
| Romain Darchen            | Arrière          | 30 mars 2002      | France               | -                   | Section paloise       | 2020                    |

## Saison

### Matchs amicaux de préparation
- Biarritz olympique -  Union Bordeaux Bègles :  7-28
- Section paloise - Union Bordeaux Bègles :  24-33

### Top 14
| - Biarritz olympique - Union Bordeaux Bègles : 27-15 - Union Bordeaux Bègles - Stade français : 37-10 - Castres olympique - Union Bordeaux Bègles : 23-23 - Union Bordeaux Bègles - CA Brive : 29-10 - Lyon OU - Union Bordeaux Bègles : 15-20 - Union Bordeaux Bègles - Montpellier HR : 27-23 - Section paloise - Union Bordeaux Bègles : 33-37 - Union Bordeaux Bègles - USA Perpignan : 39-13 - Union Bordeaux Bègles - ASM Clermont : 25-9 - Stade rochelais - Union Bordeaux Bègles : 26-3 - Racing 92 - Union Bordeaux Bègles : 14-37 - Union Bordeaux Bègles - Stade toulousain : 17-7 - RC Toulon - Union Bordeaux Bègles : 21-18 | - Union Bordeaux Bègles - Biarritz olympique : 30-27 - Stade français - Union Bordeaux Bègles : 18-31 - Union Bordeaux Bègles - Castres olympique : 23-10 - CA Brive - Union Bordeaux Bègles : 19-22 - Union Bordeaux Bègles - Lyon OU : 42-10 - Montpellier HR - Union Bordeaux Bègles : 22-23 - Union Bordeaux Bègles - Section paloise : 16-23 - USA Perpignan - Union Bordeaux Bègles : 22-15 - ASM Clermont - Union Bordeaux Bègles : 29-26 - Union Bordeaux Bègles - Stade rochelais : 15-16 - Union Bordeaux Bègles - Racing 92 : 13-16 - Stade toulousain - Union Bordeaux Bègles : 12-11 - Union Bordeaux Bègles - RC Toulon : 16-29 |

#### Phase qualificative: évolution du classement
Le graphique qui aurait dû être présenté ici ne peut pas être affiché car il utilise l'ancienne extension Graph, désactivée pour des questions de sécurité. Des indications pour créer un nouveau graphique avec la nouvelle extension Chart sont disponibles ici.

#### Classement Top 14
| Rang | Club                  | J  | V  | N | D  | Bo | Bd | Pm  | Pe  | Diff | Pts |
| ---- | --------------------- | -- | -- | - | -- | -- | -- | --- | --- | ---- | --- |
| 1    | Castres olympique     | 26 | 17 | 1 | 8  | 5  | 1  | 565 | 529 | +36  | 76  |
| 2    | Montpellier HR        | 26 | 15 | 2 | 9  | 4  | 6  | 619 | 503 | +116 | 74  |
| 3    | Union Bordeaux Bègles | 26 | 15 | 1 | 10 | 5  | 5  | 610 | 484 | +126 | 72  |
| 4    | Stade toulousain      | 26 | 15 | 0 | 11 | 6  | 5  | 638 | 432 | +206 | 71  |
| 5    | Stade rochelais       | 26 | 15 | 0 | 11 | 6  | 5  | 640 | 466 | +174 | 71  |
| 6    | Racing 92             | 26 | 16 | 0 | 10 | 4  | 2  | 661 | 568 | +93  | 70  |
| 7    | ASM Clermont          | 26 | 14 | 0 | 12 | 6  | 4  | 649 | 557 | +92  | 66  |
| 8    | RC Toulon             | 26 | 13 | 2 | 11 | 4  | 5  | 572 | 504 | +68  | 65  |
| 9    | Lyon OU               | 26 | 13 | 0 | 13 | 6  | 6  | 637 | 558 | +79  | 64  |
| 10   | Section paloise       | 26 | 11 | 1 | 14 | 1  | 3  | 568 | 664 | -96  | 50  |
| 11   | Stade français Paris  | 26 | 11 | 0 | 15 | 2  | 4  | 544 | 651 | -107 | 50  |
| 12   | CA Brive              | 26 | 9  | 1 | 16 | 4  | 4  | 453 | 631 | -178 | 46  |
| 13   | USA Perpignan P       | 26 | 9  | 0 | 17 | 2  | 5  | 491 | 664 | -173 | 43  |
| 14   | Biarritz olympique P  | 26 | 5  | 0 | 21 | 1  | 3  | 449 | 885 | -436 | 24  |

#### Phases finales
Barrages
| 12 juin 2022 21 h 5 | Union Bordeaux Bègles | 36 - 16 (8 - 10) | Racing 92 | Stade Chaban-Delmas, Bordeaux Arbitre : Mathieu Raynal |
| 12 juin 2022 21 h 5 | Essai(s) : 5 Cordero (20e), Seuteni (47e), Buros (54e), Woki (58e), Lam (80e) Transformation(s) : 4 Lucu (48e,55e,59e), Trinh-Duc (81e) Pénalité(s) : 1 Lucu (5e) |                  | Essai(s) : 1 Spring (39e) Transformation(s) : 1 Le Garrec (40e) Pénalité(s) : 3 Le Garrec (7e,44e), Machenaud (57e) | Stade Chaban-Delmas, Bordeaux Arbitre : Mathieu Raynal |
| 12 juin 2022 21 h 5 | |                  | | Stade Chaban-Delmas, Bordeaux Arbitre : Mathieu Raynal |

Demi-finale
| 18 juin 2022 21 h 5 | Montpellier HR | 19-10 (13-10) | Union Bordeaux Bègles                                                                        | Allianz Riviera, Nice Arbitre : Pierre Brousset |
| 18 juin 2022 21 h 5 | Essai(s) : 1 Rattez (6e) Transformation(s) : 1 : Paillaugue (7e) Pénalité(s) : 2 : Aprasidze (70e, 79e) Drop(s) : 2 : Garbisi (13e), Bouthier (40e+1) |               | Essai(s) : 1 : Jalibert (16e) Transformation(s) : 1 : Lucu (17e) Pénalité(s) : 1 : Lucu (5e) | Allianz Riviera, Nice Arbitre : Pierre Brousset |
| 18 juin 2022 21 h 5 | |               |                                                                                              | Allianz Riviera, Nice Arbitre : Pierre Brousset |

Finale

### Coupe d'Europe

#### Phase de poules
- Union Bordeaux Bègles - Leicester Tigers :  13 - 16
- Scarlets - Union Bordeaux Bègles : Annulé  0 - 0[2]
- Union Bordeaux Bègles - Scarlets :  45 - 10
- Leicester Tigers - Union Bordeaux Bègles :  28 - 0
(tapis vert)

| Rang | Club                  | J | V | N | D | Bo | Bd | Pm  | Pe  | Diff | Pts |
| ---- | --------------------- | - | - | - | - | -- | -- | --- | --- | ---- | --- |
| 1    | Leicester Tigers      | 4 | 4 | 0 | 0 | 3  | 0  | 102 | 64  | +38  | 19  |
| 2    | Harlequins            | 4 | 4 | 0 | 0 | 3  | 0  | 135 | 101 | +34  | 19  |
| 3    | Munster               | 4 | 4 | 0 | 0 | 2  | 0  | 115 | 47  | +68  | 18  |
| 4    | Bristol Bears         | 4 | 3 | 1 | 0 | 3  | 0  | 108 | 28  | +80  | 17  |
| 5    | Connacht              | 4 | 1 | 0 | 3 | 3  | 3  | 118 | 105 | +13  | 10  |
| 6    | Union Bordeaux Bègles | 4 | 1 | 1 | 2 | 1  | 1  | 58  | 54  | +4   | 8   |
| 7    | Stade toulousain (T)  | 4 | 1 | 1 | 2 | 1  | 0  | 61  | 65  | -4   | 7   |
| 8    | Stade français Paris  | 4 | 1 | 1 | 2 | 1  | 0  | 63  | 95  | -32  | 7   |
| 9    | Cardiff Rugby         | 4 | 1 | 0 | 3 | 2  | 1  | 85  | 118 | -33  | 7   |
| 10   | Wasps                 | 4 | 1 | 1 | 2 | 0  | 0  | 51  | 102 | -51  | 6   |
| 11   | Castres olympique     | 4 | 0 | 0 | 4 | 1  | 4  | 77  | 91  | -14  | 5   |
| 12   | Scarlets              | 4 | 0 | 1 | 3 | 0  | 0  | 31  | 125 | -94  | 2   |

Avec 1 victoire, 1 nul et 2 défaites, l'Union Bordeaux Bègles termine 6e de la poule B et est qualifiée pour les huitièmes de finale.

#### Phases finales
- Huitième de finale aller :  Union Bordeaux Bègles -  Stade rochelais :  13-31
- Huitième de finale retour :  Stade rochelais -  Union Bordeaux Bègles :  31-23

## Statistiques

### Championnat de France
| Rang | Joueur             | Poste            | Points | Essais | Transf. | Pén. | Drops |
| ---- | ------------------ | ---------------- | ------ | ------ | ------- | ---- | ----- |
| 1    | Maxime Lucu        | Demi de mêlée    | 123    | -      | 15      | 31   | -     |
| 2    | Matthieu Jalibert  | Demi d'ouverture | 118    | 6      | 17      | 18   | -     |
| 3    | François Trinh-Duc | Demi d'ouverture | 83     | -      | 10      | 17   | 4     |
|      | Ulupano Seuteni    | Centre           | 50     | 10     | -       | -    | -     |

| Rang | Joueur            | Poste            | Essais |
| ---- | ----------------- | ---------------- | ------ |
| 1    | Ulupano Seuteni   | Centre           | 10     |
| 2    | Matthieu Jalibert | Demi d'ouverture | 6      |
| 3    | Santiago Cordero  | Ailier           | 5      |
| -    | Ben Lam           | Ailier           | 5      |
| 5    | Federico Mori     | Centre           | 4      |
| -    | Romain Buros      | Arrière          | 4      |
| -    | Cameron Woki      | 3e ligne aile    | 4      |
| 8    | Yann Lesgourgues  | Demi de mêlée    | 3      |
| -    | Ben Tameifuna     | Pilier           | 3      |

### Coupe d'Europe
| Rang | Joueur               | Poste            | Points | Essais | Transf. | Pén. | Drops |
| ---- | -------------------- | ---------------- | ------ | ------ | ------- | ---- | ----- |
| 1    | Maxime Lucu          | Demi de mêlée    | 19     | 0      | 2       | 5    | -     |
| 2    | Louis Bielle-Biarrey | Arrière          | 17     | 3      | 1       | -    | -     |
| 3    | Cameron Woki         | 3e ligne aile    | 10     | 2      | -       | -    | -     |
| -    | Federico Mori        | Centre           | 10     | 2      | -       | -    | -     |
| 5    | Matthieu Jalibert    | Demi d'ouverture | 6      | -      | 3       | -    | -     |

| Rang | Joueur               | Poste         | Essais |
| ---- | -------------------- | ------------- | ------ |
| 1    | Louis Bielle-Biarrey | Arrière       | 3      |
| 2    | Cameron Woki         | 3e ligne aile | 2      |
| -    | Federico Mori        | Centre        | 2      |